# دکامرون ۳۰۰
دکامرون ۳۰۰ (ایتالیایی: Decamerone '300) که نام دیگرش دکامرون واقعی (انگلیسی: The Real Decameron) است، یک فیلم کمدی سکسی سبک ایتالیایی به کارگردانی رناتو ساوینو است که در سال ۱۹۷۲  منتشر شد.
نماهای گوناگون این فیلم در این امکان تصویربرداری شد: در تالار شهر سن جیمینیانو؛ در چری، چروتری (برای صحنه‌های خانه آقای ایکاردونا)، در آبشارهای مونته جلاتو در نزدیکی رم و همچنین در کلکتا در استان ویتربو.

## گزیدهٔ بازیگران
- روزالبا نری
- رزماری لینت
- کریستا لیندر
- کارلا مانچینی
- انتسو ماجو
- میرلا پاچه